# 中国水产科学研究院长江水产研究所
中国水产科学研究院长江水产研究所，是一所位于中国武汉市的研究所，1958年于南京成立，1965年迁至沙市市，2011年迁至武汉市。目前隶属于农业农村部，主要从事水生生物生态、渔业和水产养殖的研究工作。长江所的研究中心设立在武汉，负责学术交流与人才培养等工作。在荆州、重庆和梁子湖设有三处基地，工作包括科研成果转化、生物多样性监测和种质资源保存等。

## 主要研究项目

### 濒危水生物种
主要以中华鲟、胭脂鱼、川陕哲罗鲑等长江流域濒危物种为对象，从生态系统和遗传学等方面展开保护生物学研究，建立评估体系并长期监测水生濒危物种生存情况,并组织相应保育工作。

### 渔业资源
为确保长江流域渔业的可持续发展，通过种群生态学、繁殖生物学等技术手段组织渔业资源调查、鱼类增殖放流设计等。

### 水产养殖
研究水产生物技术的原理与应用，包括遗传育种、病害防治、养殖技术、水产品加工等方面。